# Il n'y a plus d'après
Il n'y a plus d'après je píseň nahraná roku 1960 francouzskou šansoniérkou Juliette Gréco.
Píseň byla nahrána na její desce se stejným názvem. Autorem hudby i textu byl Guy Isidore Beart.
Coververze
- Guy Isidore Beart – 1960
- Les Trois Ménestrels – album Avec Alain Goraguer Et Son Orchestre
- Yves Montand – album La Chanson De Bilbao

Roku 2010 nazpívala tuto píseň s názvem Vzpomínka na Paříž na svém albu Mlýnské kolo v srdci mém s českým textem Jovanky Šotolové šansoniérka Hana Hegerová.